# عمرو عاص
ابوعبداللّٰه عمرو بن عاص بن وائل سهمی قریشی (به عربی: أبو عبداللّٰه عَمْرو بن العاص بن وائِل السَّهْمِي القرشي)، یکی از صحابه محمد و از تبار قریش بود که در سال ۸ هجری/۳۰-۶۲۹ میلادی در سنین میان سالی اسلام آورد و در سال ۴۲ هجری/۶۶۳ میلادی در سنی بالای ۹۰ سالگی درگذشت و یکی از زیرک ترین سیاست مداران زمان خود بود.

## اسلام آوردن و فعالیت‌هایش در زمان رسول الله
مردم مکه پس از تلاش‌های نا فرجام در محاصره مدینه، متوجه شدند که اوضاع دارد به نفع محمد تغییر می‌کند. عمرو عاص به‌همراه اشخاصی چون خالد بن ولید و عثمان بن طلحه، قبل از فتح مکه مسلمان شدند. مشوق عمرو در اسلام آوردن رفتنش به حبشه و دیدار با نجاشی مسیحی و تحت تأثیر وی بود. محمد بعد از اسلام آوردن عمرو، وی را با سپاهی به عمان فرستاد تا با دو برادر به نام‌های جیفر و عباد بن جلندا که حاکم آنجا بودند مذاکره کند و سرانجام آن دو اسلام آوردند. در همین ایام محمد درگذشت و خبر رحلت پیامبر اسلام به عمان نیز رسید. عمرو به مدینه بازگشت.

## در زمان خلافت ابوبکر و عمر
عمرو مدت زیادی در مدینه نماند، چرا که ابوبکر وی را با سپاهی برای فتح فلسطین فرستاد. روایات در مورد فتح فلسطین گوناگون هستند، اما از اکثر آن‌ها نقش عمرو در این فتح هویدا است. وی توانست نواحی غرب اردن را نیز مطیع خود کند و در جنگ‌های اجنادین، یرموک و فتح دمشق نیز حضور داشت.
شهرت عمرو بیشتر به خاطر فتح مصر است که گفته می‌شود با مسئولیت خودش سپاهی را به آنجا برد. اما احتمال زیاد این سپاه باید از عمر بن خطاب فرمان گرفته باشد و تحت نظارت وی بوده باشد. مدتی بعد لشکری به فرماندهی زبیر به کمک عمرو فرستاده شد. جزئیات فتح مصر به این صورت است که در تابستان ۱۹ هجری/۶۴۰ میلادی لشکر بیزانس در هلیوپلیس شکست خوردند و در سال ۲۰ هجری/۶۴۱ میلادی، اعراب، بابل را فتح کردند و در ۲۱ هجری/۶۴۲ میلادی، اسکندریه نیز تحت امر اعراب قرار گرفت. عمرو علاوه بر فتح مصر، احکام اسلامی در حکومت آنجا برپا نمود و مالیات برای آنجا وضع کرد و شهر فسطاط که بعداً به مصر و در قرن ۴ تا ۱۰ هجری به قاهره معروف گشت را تأسیس کرد.

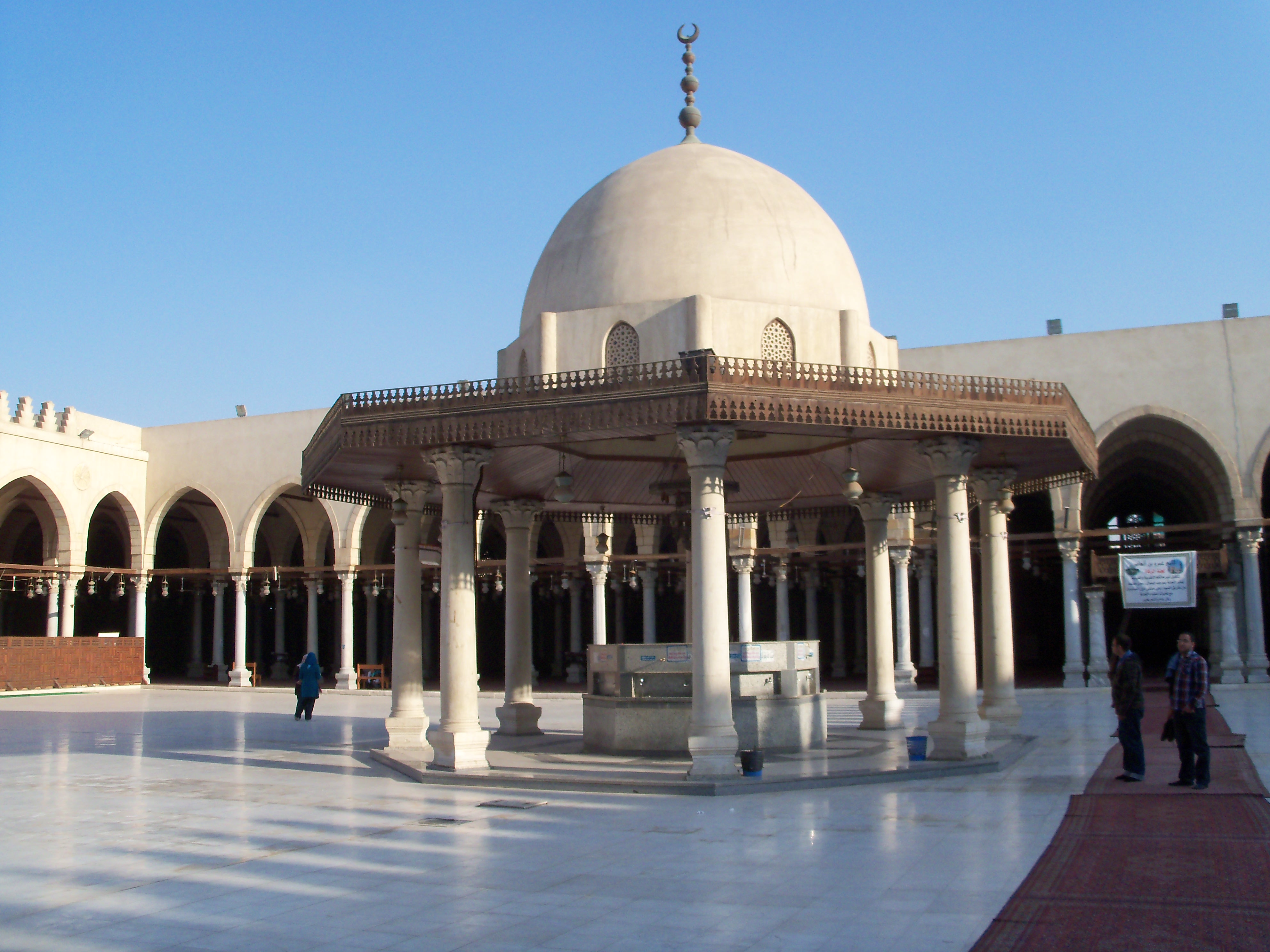
مسجد عمروعاص در قاهره

## دوران خلافت عثمان و علی
عثمان پس از روی کار آمدن، عمرو بن عاص را از امارت مصر برداشت و به جایش عبدالله بن ابی سرح را گماشت و عمرو تا مدتی از صحنه سیاست به دور بود. با بالا گرفتن کار مخالفان عثمان، عمرو زیرکانه خود را آشکارا مخالف عثمان نشان نمی‌داد اما به‌طور پنهانی در تحریک طلحه و زبیر ضد عثمان تأثیر داشت. وی به املاکش در منطقه‌ای در فلسطین به نام سبع (بئر السبع) و عجلان رفت و از دور جویای حوادث عثمان بود.
بعد از حذف رقبایی چون طلحه و زبیر در جنگ جمل و ماندن علی و معاویه، عمرو یک بار دیگر به صحنه سیاست بازگشته و به معاویه پیوست. در جنگ صفین نیز فرمانده سواره نظام بود. وقتی که جنگ به نفع علی در حال پایان بود، عمرو حیلتی کرد و سربازان معاویه قرآن‌ها را به نیزه کردند که این حقه کارساز شد و جنگ ناتمام کنار نهاده شد. در ماجرای حکمیت وی به همراه ابوموسی اشعری مسئول حل و فصل جنگ بین علی و معاویه بودند. قبل از اینکه روز معین شده فرا برسد، عمرو توانست در سال ۳۸ هجری/۶۵۸ میلادی سپاه محمد بن ابی بکر والی علی در مصر که جوان و کم تجربه بود را به آسانی شکست دهد و محمد بن ابی بکر نیز کشته شد.
در شعبان همین سال عمرو به اذرح رفت تا کار حکمیت پیگیری شود. وی از هوش و زیرکی اش استفاده کرد و توانست ابوموسی را راضی کند که هر دو معاویه و علی را خلع کند، اما وقتی خود به منبر رفت تنها علی را خلع کرد و معاویه را به دلیل خون خواه بودن عثمان بر حق دانست. عمرو تا پایان عمرش والی مصر ماند.
در ۱۵ رمضان ۴۰ هجری/۲۲ ژانویه ۶۶۱ میلادی، وی با خوش شانسی از توطئهٔ قتلی که سه نفر از خوارج برای کشتن علی و معاویه و وی ترتیب داده بودند، جان سالم به در برد و آن شخص که زادویه نام داشت به جای عمرو که در آن روز به علت بیماری، اقامه نماز صبح را به فردی به نام خارجه بن حذیفه سپرده بود، خارجه را کشت. زادویه بعد از کشتن خارجه گفت که من عمرو را منظور داشتم اما خدا خارجه را کشت.

## مرگ
عمرعاص در هنگام مرگ گفت: «من دنیا خود را خراب کردم و دنیا معاویه را ساختم. بعد ازمرگ من، مطمئنم که خانواده مرا از حکومت عزل خواهد کرد. سرانجام گفته او حقیقت یافت و معاویه مصر را که به عمرو عاص بخشیده بود و جزو قلمرو عمروعاص محسوب می‌شد را از وارثان وی گرفت.»